# و این آسمان آبی
...و آسمان آبی فیلمی ایرانی به کارگردانی غزاله سلطانی محصول سال ۱۳۸۹ است.

## داستان فیلم
فیلمی است دربارهٔ زندگی عزت‌الله انتظامی، بازیگر نامدار ایرانی.

## جوایز
- برنده جایزه بهترین فیلم جشنواره شمسه شهرداری در سال ۱۳۹۳ برای فیلم و آسمان آبی
- برگزاری بزرگداشت عزت اله انتظامی و افتتاحیه نمایش این فیلم با همکاری دانشگاه SFU در ونکوور کانادا، ۲۵ جولای 2010